# Birgit Schultz-Pedersen
Birgit Schultz-Pedersen (* um 1925, geborene Birgit Rostgaard-Frøhne) ist eine ehemalige dänische Badmintonspielerin.

## Karriere
Gitte Rostgaard-Frøhne gewann 1942 ihren ersten Titel bei den dänischen Einzelmeisterschaften der Junioren der U17. Acht Jahre später siegte sie erstmals bei den Erwachsenen im Damendoppel mit Agnete Friis. 1950 stand sie auch im Finale der All England mit Jørn Skaarup, verlor dort jedoch gegen ihre Landsleute Poul Holm und Tonny Ahm deutlich mit 3:15 und 4:15. 1953 und 1954 war sie noch einmal im Doppel mit Agnete Friis bei den dänischen Meisterschaften erfolgreich.

## Sportliche Erfolge
| Saison    | Veranstaltung                                    | Disziplin   | Platz | Name                                                |
| --------- | ------------------------------------------------ | ----------- | ----- | --------------------------------------------------- |
| 1941/1942 | Dänemark: Einzelmeisterschaften der Junioren U17 | Dameneinzel | 1     | Birgit Rostgaard Frøhne, Gentofte                   |
| 1949/1950 | Dänemark: Einzelmeisterschaften                  | Damendoppel | 1     | Agnete Friis / Birgit Rostgaard Frøhne, Gentofte BK |
| 1950      | All England                                      | Mixed       | 2     | Jørn Skaarup / Birgit Rostgaard-Frøhne              |
| 1952/1953 | Dänemark: Einzelmeisterschaften                  | Damendoppel | 1     | Agnete Friis / Birgit Schultz-Pedersen, Gentofte BK |
| 1953/1954 | Dänemark: Einzelmeisterschaften                  | Damendoppel | 1     | Agnete Friis / Gitte Schultz-Pedersen, Gentofte BK  |